# Supremacy 1914

Supremacy 1914 este un joc de strategie în timp real dezvoltat de Bytro Labs.
A apărut în 2006 și a câștigat în 2009 medalia pentru cel mai bun joc browser. Jucătorul poate alege una dintre cele cinci hărți gratuite (The Great War, Europe 1914, South-East Asia, Africa and Middle East sau South America) care nu necesită premium sau Europe 1910 Historic Scenario (harta premium). Hărțile sunt plasate între anii 1910-1920.
Gameplay
Fiecare jucător începe cu 10/12 provincii și cu o armată formată din aproximativ 100.000/130.000 soldați. Comunicarea între jucători se face prin „Daily European” sau telegrame. Există doua categorii de jucători:
-Uman, adică statul respectiv este controlat de un om. După o perioadă în care jucătorul nu intră pe server el va fi controlat de un player AI.
-AI, adică statul este controlat de un jucător cu inteligență artificială, acești jucători reprezentând țările mici, jucătorii inactivi sau țări în așteptarea unui jucător uman.
Fiecare stat are o capitală, spre exemplu Londra pentru Marea Britanie.Fiecare stat este împărțit în provincii producătoare de resurse materiale.Unele provincii sunt cu ieșire la mare, aici putându-se construi porturi. În fiecare provincie se poate dezvolta infrastructura în diferite scopuri, fie de natură economică sau militară.

Infrastructura 
Parlament
Biroul de recrutări reprezinta modalitatea esențială de recrutare într-o provincie 
Cazarma crește recrutarea soldaților dintr-o provincie,dar mărește totodată consumul de grâu 
Port, valabil doar pentru provinciile cu ieșire la mare/ocean, scade jumătate din timpul necesar debarcării, mărește producția de resurse cu 33% și este necesar construcțiilor de nave
Atelier, clădire cu 2 nivele poate fi construită din prima zi. În ziua a opta evoluează în fabrică
Fabrică, construibilă din ziua a opta, are 4 nivele și produce arme speciale
Stație de Tren, construibilă din ziua a cincea, consumă cărbune, mărește viteza soldaților în provincia respectivă, mărește producția în aceea provincie cu 33%
Aerodrom, doar pentru hărțile premium, permite staționarea avioanelor/dirijabilelor și de asemenea lansarea unor misiuni aeriene
Fortăreața mărește nivelul de siguranță al provinciei, în egală măsură moralul populației.